# Princípios gerais do direito
Os princípios gerais do Direito são classificados como princípios monovalentes, ou seja, pressupostos que só valem no âmbito de determinada ciência, no caso, do Direito, segundo Miguel Reale em seu livro Lições preliminares de Direito. Para este autor, trata-se de  enunciações normativas de valor genérico, que condicionam e orientam a compreensão do ordenamento jurídico em sua aplicação e integração ou mesmo para a elaboração de novas normas.
Os princípios gerais do direito são os alicerces do ordenamento jurídico, informando o sistema independentemente de estarem positivados em norma legal. 
São exemplos:
- Falar e não provar é o mesmo que não falar;
- Ninguém pode causar dano, e quem causar terá que indenizar
- Ninguém pode se beneficiar da própria torpeza;
- Ninguém deve ser punido por seus pensamentos;
- Ninguém é obrigado a citar os dispositivos legais nos quais ampara sua pretensão, pois se presume que o juiz os conheça;
- Ninguém está obrigado ao impossível;
- Não há crime sem lei anterior que o descreva;
- Ninguém pode alienar mais direitos do que possui.